# Astragalus adylovii
Astragalus adylovii es una especie de planta del género Astragalus, de la familia de las leguminosas, orden Fabales.
Fue descrita científicamente por F. O. Khass., Ergashev & Kadyrov.